# Japaranduba
Gustavia hexapetala, conhecido popularmente como japaranduba, janiparindiba, janiparandiba, janiparanduba, japoarandiba e jandiparaíba, é uma árvore da família das lecitidáceas. Possui folhas coriáceas, flores vistosas e frutos do tipo pixídio. Sua madeira é resistente à putrefação, podendo ser usada em obras externas.  Suas raízes têm uso medicinal.

## Etimologia
"Japaranduba", "janiparindiba", "janiparandiba", "janiparanduba" e "japoarandiba" procedem do termo tupi antigo îaparandyba.